# Nana Satō
Nana Satō (japanisch 佐藤 奈々 Satō Nana; * 24. September 1989) ist eine japanische Leichtathletin, die im Langstrecken- und Hindernislauf an den Start geht.

## Sportliche Laufbahn
Erste internationale Erfahrungen sammelte Nana Satō im Jahr 2017, als sie bei den Asienmeisterschaften in Bhubaneswar in 10:18,11 min die Bronzemedaille über 3000 m Hindernis hinter der Inderin Sudha Singh und Ro Hyo-gyong aus Nordkorea gewann. 

## Persönliche Bestzeiten
- 5000 Meter: 15:36,28 min, 16. Juli 2022 in Chitose
- 10.000 Meter: 32:50,84 min, 24. April 2022 in Kōbe
- Halbmarathon: 1:11:08 h, 13. Februar 2022 in Yamaguchi
- 3000 m Hindernis: 9:53,87 min, 6. Juni 2009 in Sapporo